# Giorgio Buila
Giorgio Buila (Milano, 4 marzo 1913 – Milano, 16 ottobre 1976) è stato un calciatore italiano, di ruolo centrocampista.

## Carriera
Esterno, giocò in Serie A con il Milan.